# Вейсбейн, Михаил Михайлович
Михаил Михайлович Вейсбейн (27 мая 1906, Ростов-на-Дону — 1977) — советский учёный, доктор технических наук, лауреат Государственной премии СССР. Участник Великой Отечественной войны.

## Биография
Родился 27 мая 1906 года в Ростове-на-Дону.
Окончил ЛЭТИ (1932). Ещё студентом, в 1928 году, сконструировал радиоусилитель, заявленный в Комитет по делам изобретений ВСНХ.
С 1947 года — в Отделе радиоаппаратуры лаборатории измерительных приборов АН СССР (ОРЛАН).
С 1951 по 1970 год работал в Радиотехническом институте (до 1957 Радиотехническая лаборатория АН СССР, РАЛАН): начальник научно-технического отдела, с 1960 начальник сектора (№ 55) из 7 отделов, в 1963—1970 зам. директора РТИ по научной работе.
Кандидат (1954), доктор (1963) технических наук.

## Награды и премии
- Лауреат Государственной премии СССР (1967);
- Орден Красной Звезды (1945);
- Орден Трудового Красного Знамени (1956).